# Vida Čadonič Špelič
Vida Čadonič Špelič, slovenska veterinarka in političarka, * 16. julij 1959, Balkovci.

## Življenjepis
Leta 1993 je postala poslanka 1. državnega zbora Republike Slovenije, pri čemer je 23. februarja 1993 nadomestila Lojzeta Peterleta (do 31. oktobra 1994); v tem mandatu je bila članica naslednjih delovnih teles:
- Komisija za vprašanja invalidov,
- Odbor za znanost, tehnologijo in razvoj,
- Odbor za zdravstvo, delo, družino in socialno politiko in
- Odbor za kmetijstvo in gozdarstvo.

Med 8. decembrom 2000 in 31. avgustom 2004 je bila državna sekretarka Republike Slovenije na Ministrstvu za kmetijstvo, gozdarstvo in prehrano Republike Slovenije.
Trenutno (2017) je direktorica občinske uprave mestne občine Novo mesto.
Na državnozborskih volitvah leta 2011 je kandidirala na listi NSi.
Na volitvah v državni zbor leta 2022 je ponovno kanidirala na listi NSi in bila izvoljena za poslanko. Opravlja funkcijo predsednice Odbora za kmetijstvo, gozdarstvo in prehrano.